# Jagdstaffel 24

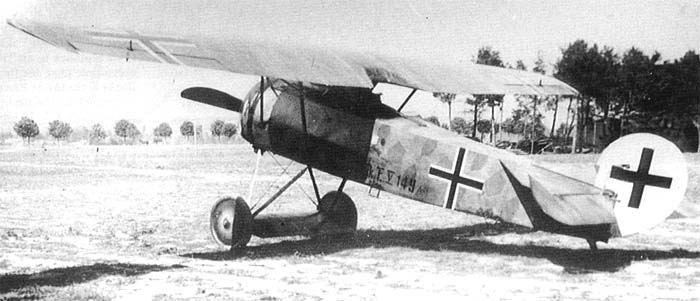
Imagem mostrando a lateral do caça Jagdstaffel 24, utilizado durante a primeira Guerra Mundial.

A Jagdstaffel 24, conhecida também por Jasta 24, foi um esquadra de aeronaves da Luftstreitkräfte, o braço aéreo das forças armadas alemãs durante a Primeira Guerra Mundial. A esquadra sofreu a sua primeira baixa a 6 de Fevereiro de 1917 e alcançou a primeira vitória a 25 de Fevereiro de 1917. No total, a Jasta 25 abatou 91 aeronaves inimigas. O maior ás da esquadra foi Heinrich Kroll.

## Aeronaves
- Albatros D.II
- Albatros D.III
- Fokker E.V
- Fokker D.VII